# Коротконогая земляная ракша
Коротконогая земляная ракша (лат. Brachypteracias leptosomus) — вид птиц семейства земляных ракш. Единственный вид рода Brachypteracias. Эндемик о. Мадагаскар. Её естественная среда обитания — субтропические или тропические влажные низменные леса. Гнездовой период приходится на летние месяцы (декабрь и январь) .